# Незмінна площина
| Рік    | Юпітер | Сатурн | Уран  | Нептун |
| ------ | ------ | ------ | ----- | ------ |
| 2009   | 0.32°  | 0.93°  | 1.02° | 0.72°  |
| 142400 | 0.48°  | 0.79°  | 1.04° | 0.55°  |
| 168000 | 0.23°  | 1.01°  | 1.12° | 0.55°  |

Незмінна площина (англ. invariable plane) планетної системи, інша назва — незмінна площина Лапласа, — це площина, яка проходить через її барицентр (центр мас) перпендикулярно до вектору її кутового моменту. У Сонячній системі, до 98 % кутового моменту складають орбітальні кутові моменти чотирьох газових планет (Юпітер, Сатурн, Уран і Нептун). Незмінна площина перебуває в межах 0,5° орбітальної площини Юпітера і може вважатись зваженим середнім всіх планетарних орбітальних та обертальних площин.
Цю площину деколи називають «незмінною площиною Лапласа», хоча її не слід плутати з площиною Лапласа, довкола якої відбувається прецесія орбітальних площин. Обидві названі на честь французького астронома П'єра-Симона Лапласа. Ці дві площини є еквівалентними лише у випадку, коли всі збурювачі і резонанси віддалені від тіла, що прецесує. Незмінна площина виводиться з суми кутових моментів, і є «незмінною» для всієї системи, а Лапласова площина може відрізнятись для різних об'єктів з орбітами в системі. Лаплас називав незмінну площину площиною максимальних площ, де площа була добутком радіусу та його диференційної зміни часу dR/dt, тобто його швидкості, помноженої на масу.

## Опис
| Планети земної групи | Меркурій | 7.01° | 3.38°  | 6.34° |
| Планети земної групи | Венера   | 3.39° | 3.86°  | 2.19° |
| Планети земної групи | Земля    | 0     | 7.155° | 1.57° |
| Планети земної групи | Марс     | 1.85° | 5.65°  | 1.67° |
| Газові планети       | Юпітер   | 1.31° | 6.09°  | 0.32° |
| Газові планети       | Сатурн   | 2.49° | 5.51°  | 0.93° |
| Газові планети       | Уран     | 0.77° | 6.48°  | 1.02° |
| Газові планети       | Нептун   | 1.77° | 6.43°  | 0.72° |

Величина вектору орбітального кутового моменту планети становить {\displaystyle L=R^{2}M{\dot {\theta }}}, дее {\displaystyle R} — орбітальний радіус планети (від барицентру), {\displaystyle M} — маса планети, а {\displaystyle {\dot {\theta }}} — орбітальна кутова швидкість. Основну частину кутового моменту планет Сонячної системи складає кутовий момент Юпітера — 60,3 %. Далі Сатурн — 24,5 %, Нептун — 7.9 % та Уран 5.3 %. Сонце утворює противагу всім планетам, і може перебувати або поблизу барицентру (коли Юпітер розташовується по один бік від нього, а інші газові планети — діаметрально протилежно на іншому боці), або на відстані до 2,17 радіусів від барицентру (коли всі газові планети перебувають по один бік від нього). Орбітальні кутові моменти Сонця, усіх негазових планет, супутників та малих тіл Сонячної системи, а також осьові моменти обертання всіх тіл, включно з Сонцем, дають лише ~2 %.
Якби всі тіла Сонячної системи були точковими масами або твердими тілами, що мають сферично симетричний розподіл маси, тоді незмінна площина, визначена лише на підставі орбіт, була б справді незмінною і могла б бути інерційною системою координат. Але майже всі тіла такими не є, що дозволяє передачу дуже невеликої величини моменту з осьових обертань на орбітальний рух внаслідок припливного тертя та відхилень від кулястої форми. Це призводить до невеликих змін як величини орбітального кутового моменту, так і його напряму (прецесії), оскільки осі обертання планет не паралельні орбітальним осям. Утім, ці зміни дуже малі в порівнянні з усіма кутовими моментами системи (які зберігаються попри ці ефекти), а значно меншими величини кутових моментів речовини і гравітаційних хвиль, які полишають Сонячну систему, можна просто знехтувати, як і надзвичайно малим впливом на Сонячну систему з боку інших зір тощо. Практично для всіх застосувань у межах Ньютонівської динаміки площина, визначена лише на підставі орбіт, може вважатись незмінною.